# Turtle (sintaxis)
Turtle (Terse RDF Triple Language) es un formato para serializar RDF, similar a SPARQL. RDF, a su vez, representa la información de uso de 'tripletas", cada una de las cuales consta de un sujeto, un predicado, y un objeto. Cada uno de esos elementos se puede expresar como un URI.
Por ejemplo:
```
 
<
http://example.org/books/Huckleberry_Finn>
    
<
http://example.org/relation/author>
    
<
http://example.org/person/Mark_Twain> .
```

## Historia
Turtle se definió por Dave Beckett como un subconjunto de Notation3 (N3) (definido por Tim Berners-Lee y Dan Connolly), y un superconjunto de formato N-Triples. A diferencia de N3, que tiene una fuerza expresiva que va mucho más allá de RDF, Turtle sólo puede serializar grafos RDF válidos. Turtle es una alternativa a RDF/XML, sintaxis originalmente única y estándar para la serialización de RDF. A diferencia de RDF/XML, Turtle no se basa en XML y se reconoce generalmente por ser más fácil de leer y más fácil de editar manualmente que su contraparte XML.